# 瑞浪市消防本部
瑞浪市消防本部（みずなみししょうぼうほんぶ）は、岐阜県瑞浪市の消防本部。管轄区域は瑞浪市全域。

## 概要
- 消防本部：瑞浪市土岐町112-1
- 管内面積：175km2
- 職員定数：50人
- 消防署1カ所、分署1カ所
- 主力機械（2018年4月1日現在）
  - 普通消防ポンプ自動車：1
  - 水槽付消防ポンプ自動車：2
  - 化学消防自動車：1
  - 指揮車：1
  - 救急自動車：3
  - 救助工作車：1
  - 資機材搬送車：1
  - 小型動力ポンプ付水槽車：1
  - その他：5

## 沿革
- 1963年（昭和38年）4月3日 - 瑞浪市消防本部、瑞浪市消防署を設置
- 1981年（昭和56年）4月1日 - 陶分署を設置
- 2006年（平成18年）12月4日 - 新消防本部・消防署が竣工。

## 組織
- 本部 - 消防総務課、予防課、警防課
- 消防署

## 消防署
| 消防署       | 住所              | 分署                    |
| ------------ | ----------------- | ----------------------- |
| 瑞浪市消防署 | 瑞浪市土岐町112-1 | 陶：瑞浪市陶町水上384-9 |